# یودانگمووا
یودانگمووا (به لاتین: Udangomuwa) یک منطقهٔ مسکونی در سری‌لانکا است که در استان مرکزی (سری‌لانکا) واقع شده‌است.